# Арешский уезд
Арешский уезд — административная единица в составе Елизаветпольской губернии. Административный центр — местечко Агдаш.

## История
Уезд образован в 1873 году в составе Елизаветпольской губернии в результате разукрупнения. После установления Советской власти в Азербайджане Арешский уезд стал называться Агдашским. Агдашский уезд был ликвидирован в 1926 году.

## Население
Согласно ЭСБЕ население уезда в 1890 году составляло 52 371 чел..
По данным первой всеобщей переписи населения Российской империи 1897 г. в уезде проживало 67 277 чел., в том числе в местечке Агдаш — 528 чел.

### Национальный состав

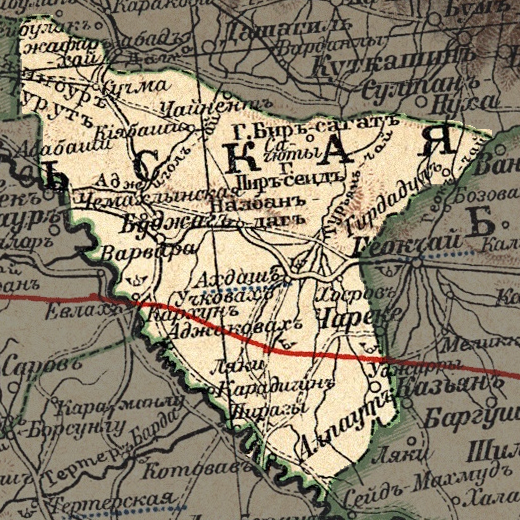
Арешский уезд

| Год  | Всего  | Татары (азербайджанцы) | Армяне           | Лезгинские народы | Великорусы (русские), малорусы (украинцы), белорусы | Аваро-андийские народы | Евреи       | Грузины    | Персы      | Греки      | Поляки      | Удины       | Курды и езиды | Немцы       | Остальные   |
| ---- | ------ | ---------------------- | ---------------- | ----------------- | --------------------------------------------------- | ---------------------- | ----------- | ---------- | ---------- | ---------- | ----------- | ----------- | ------------- | ----------- | ----------- |
| 1890 | 52 371 | 37 577 (71,75 %)       | 12 278 (23,44 %) | ---               | 3 (<0,01 %)                                         | ---                    | ---         | ---        | ---        | ---        | ---         | ---         | 359 (0,69 %)  | ---         | ---         |
| 1897 | 67 277 | 47 133 (70,06)         | 13 822 (20,54 %) | 5 997 (8,91 %)    | 162 (0,24 %)                                        | 71 (0,11 %)            | 34 (0,05 %) | 8 (0,01 %) | 8 (0,01 %) | 6 (0,01 %) | 4 (<0,01 %) | 4 (<0,01 %) | 24 (0,04 %)   | 1 (<0,01 %) | 23 (0,04 %) |

## Административное деление
В 1913 году в уезд входило 43 сельских правлений:
| - Авадское — с. Авад, - Агджа-Язинское — с. Агджа-Язы (Агджаязы), - Алпаутское — с. Алпаут, - Амирванское — с. Амирван, - Аралское — с. Арал, - Бала-Согутлоинское — с. Бала-Согутлы, - Бегляркендское — с. Бегляр-Кенд, - Беюк-Амелинское — с. Беюк-Амели, - Беюк-Согутлинское — с. Беюк-Согутлы, - Буджагское — с. Буджаг, - Гаварлинское — с. Гаварлы, | - Гапутлинское — с. Гапутлы, - Гирдадульское — с. Гирдадул, - Зейнадинское — с. Зейнадин, - Зирикское — с. Зирик, - Карадаглы-Джайнамское — с. Карадаглы-Джейнал, - Карадаглы-Падарское — с. Карадаглы-Падар, - Кариблинское — с. Кириблы, - Кархунское — с. Кархун, - Каябашинское — с. Каябаши, - Кендекское — с. Кендек, - Керпи-Кендское — с. Керпи-Кенд, | - Кизикумлахское — с. Кизикумлах - Котованское — с. Котаван, - Койликатынское — с. Койликаты (Кошаковах), - Кушлярское — с. Кушляр, - Кюрдское — с. Кюрд, - Лякское — с. Ляки, - Мамайлинское — с. Мамайлы, - Мингечаурское — с. Мингечаур, - Мурсальское — с. Мурсаль, - Намет-Абадское — с. Намет-Абад (Наметабад), - Пиразинское — с. Пираза, | - Тойфугинское — с. Тойфуги, - Тюркменское — с. Тюркмен, - Учковахское — с. Учковах (Агдаш), - Халданское — с. Халдан, - Ханабадское — с. Ханабад, - Хосровское — с. Хосров, - Чарханинское — с. Чархана, - Ченах-Булахское — с. Ченах-Булах, - Шекилинское — с. Шекили, - Эймюрское — с. Эймюр. |

## Населённые пункты
Крупнейшие населённые пункты уезда (население, 1908 год)
| №  | Населённые пункты | Население, всего | в т.ч. Армяне | в т.ч. Азербайджанцы (в источнике "татары") |
| -- | ----------------- | ---------------- | ------------- | ------------------------------------------- |
| 1  | Авад              | 1014             | 0             | 1014                                        |
| 2  | Алпаут            | 1919             | 0             | 1919                                        |
| 3  | Беюк-Согутлы      | 2464             | 2464          | 0                                           |
| 4  | Ганулты           | 1470             | 0             | 1470                                        |
| 5  | Казикумлах        | 1871             | 0             | 1871                                        |
| 6  | Карадаглы-Джейнал | 1315             | 0             | 1315                                        |
| 7  | Карадаглы-Падал   | 1923             | 0             | 1923                                        |
| 8  | Кархун            | 1107             | 0             | 1107                                        |
| 9  | Каябаши           | 2478             | 2478          | 0                                           |
| 10 | Койликаты         | 1060             | 0             | 1060                                        |
| 11 | Ляки              | 2185             | 0             | 2185                                        |
| 12 | Мурсал            | 1015             | 0             | 1015                                        |
| 13 | Наметабад         | 1015             | 0             | 1015                                        |
| 14 | Тойфуги           | 1010             | 0             | 1010                                        |
| 15 | Ханабад           | 1260             | 0             | 1260                                        |